# Estação Palermo
A Estação Palermo é uma das estações do Metro de Buenos Aires, situada em Buenos Aires, entre a Estação Plaza Italia e a Estação Ministro Carranza. Faz parte da Linha D.
Foi inaugurada em 23 de fevereiro de 1940. Localiza-se no cruzamento da Avenida Santa Fe com a Avenida Juan B. Justo. Atende o bairro de Palermo.

## Galeria

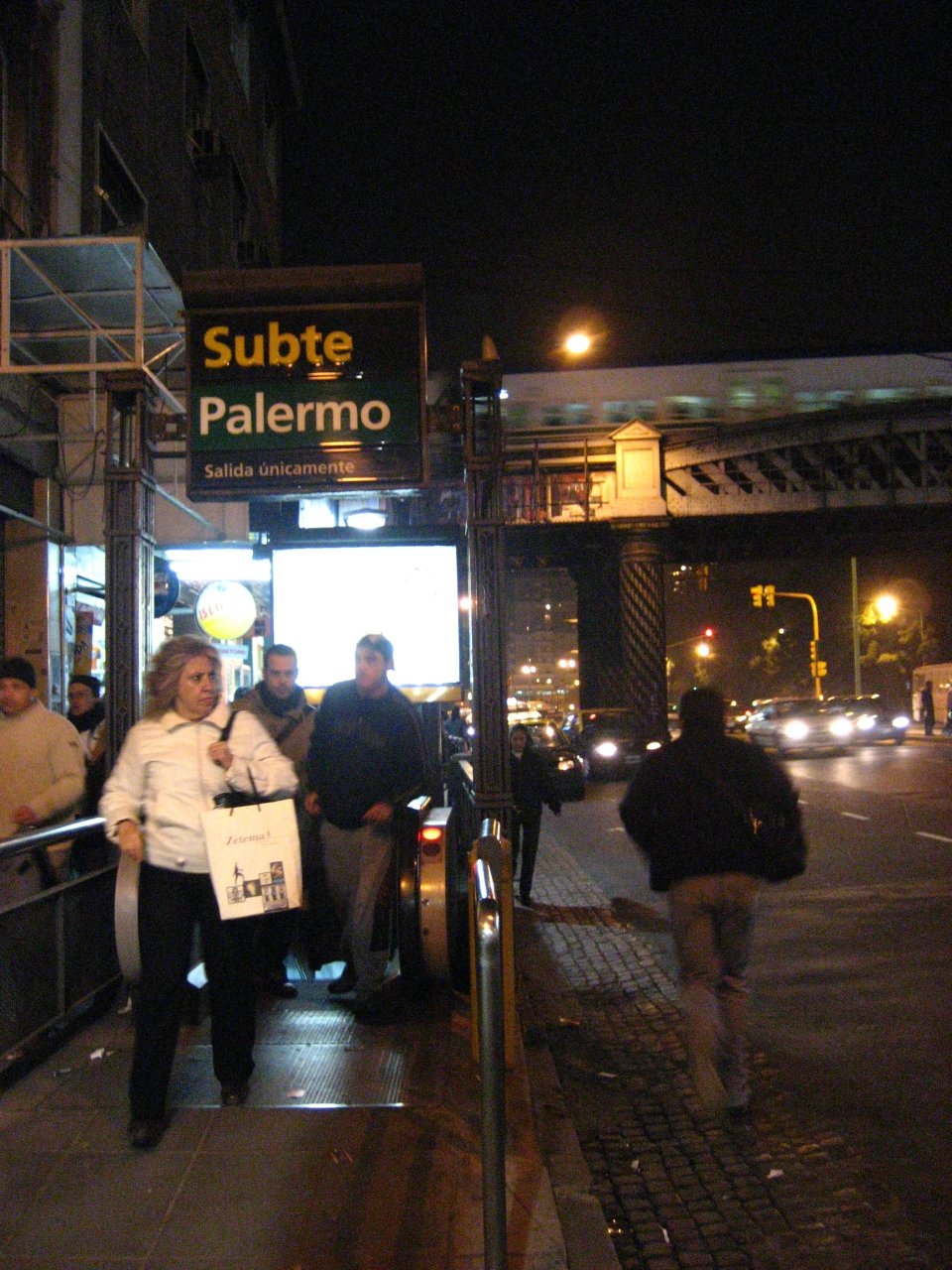
Local de acesso a estação